# چک بختاور
چک بختاور (به انگلیسی: Chak Bakhtawar) یک منطقهٔ مسکونی در پاکستان است که در ناحیه گجرات واقع شده‌است. چک بختاور ۵٬۰۰۰ نفر جمعیت دارد و ۲۸۰ متر بالاتر از سطح دریا واقع شده‌است.